# Paris in Danger
Paris in Danger est un jeu vidéo de type wargame conçu par John Bell et publié par Avalon Hill en 1983 sur Atari 8-bit. Le jeu simule, à l’échelle tactique et stratégique, la campagne des guerres napoléoniennes de 1814 lors de laquelle Napoléon tente de défendre Paris contre une coalition de plusieurs pays européens. En 1985, le jeu est notamment élu meilleur jeu multijoueur de l’année par le journaliste James Delson du magazine Family Computing qui salue notamment son « superbe » système de jeu.

## Système de jeu
Paris in Danger est un wargame qui simule, à l’échelle tactique et stratégique, la campagne des guerres napoléoniennes de 1814 lors de laquelle Napoléon tente de défendre Paris contre une coalition de plusieurs pays européen,. Le jeu se joue uniquement à deux avec un joueur qui commande l’armée de Napoléon et un joueur qui commande les armées de la coalition. 
La campagne se déroule sur une carte stratégique de la France constituées de cases carrées et sur laquelle sont représentées Paris et 62 autres villes. L’objectif de la coalition est de marquer 60 points en capturant puis en défendant des villes. La capture d’une ville rapporte un point et celle de Paris rapporte 30 points. L’objectif de Napoléon est de marquer 60 points en éliminant 45 000 soldats de la coalition. Le jeu se déroule au tour par tour et sur la carte stratégique, chaque tour représente une semaine. La partie couvre une période de 25 semaines et si aucun des joueurs n’atteint son objectif dans ce délai, le joueur avec le plus de points est déclaré vainqueur. À chaque tour, les joueurs utilisent le joystick pour ordonner à leurs corps d’armée de se déplacer sur la carte stratégique. Une fois les ordres donnés, le programme exécute simultanément tous les déplacements. Si lors de cette phase de mouvement, des corps d’armée ennemis se retrouvent sur la même case le même jour, le jeu bascule en phase de combat pour déterminer les résultats de l’affrontement. Ces résultats peuvent être déterminés de manière automatique ou sur une carte tactique sur laquelle est simuler l’affrontement. La carte tactique où se déroule le combat est sélectionnée de manière aléatoire parmi les quatre cartes tactiques disponibles dans le jeu. Chacune d’elles est principalement constituée de plaines et est divisé en cases carrées qui représentent une distance de 200 pieds. Sur la carte tactique, les joueurs contrôlent les divisions d’infanterie et de cavalerie de leurs corps d’armée respectifs ainsi que l’artillerie qui leur est associée. L’affrontement se déroule au tour par tour et se termine après 48 tours ou lorsqu’un des joueurs décident de battre en retraite. À chaque tour, les joueurs peuvent déplacer leurs divisions et faire tirer leur artillerie. Ils peuvent également assigner des formations aux unités, chacune d’elles ayant un impact sur les caractéristiques de l’unité comme sa capacité de mouvement, sa puissance de feu, son moral, ses pertes ou sa capacité à faire face à une charge de cavalerie.

## Développement et publication
Paris in Danger est conçu par John Bell et publié par Avalon Hill en 1983 sur Atari 8-bit,.

## Accueil
En 1985, le jeu est notamment élu meilleur jeu multijoueur de l’année par le magazine Family Computing. James Delson, l’auteur du classement, estime en effet qu’il est « l’un des rares jeux conçu dès le départ pour deux joueurs et plus » et que son système de jeu  se révèle « superbe ».